# Notiphila lyra
Notiphila lyra är en tvåvingeart som beskrevs av Nina Krivosheina 1998. Notiphila lyra ingår i släktet Notiphila och familjen vattenflugor. Inga underarter finns listade i Catalogue of Life.